# Näsijärvi
Näsijärvi är en finländsk sjö i kommunerna Tammerfors, Ylöjärvi och Ruovesi. Näsijärvi ligger 95,4 meter över havet. Den är 61 meter djup. Arean är 254,64 kvadratkilometer.
Näsijärvi tillhör de större sjöarna i Finland och är med sina många vikar en viktig kommunikationsled. Den avvattnas genom Tammerfors ström till Pyhäjärvi, belägen 77 meter över havet, och vidare genom Kumo älv till Bottenhavet. Tidigare avvattnades sjön genom Lappo å till Bottenviken (förändringen berodde på skillnaden i landhöjning). Forsarna i Tammerfors ström har varit en viktig kraftkälla, som gav upphov till staden Tammerfors.
På Näsijärvis is utkämpades flera av striderna under det finska inbördeskriget.
Näsijärvi har också litterär betydelse. Bland annat sades Fänrik Stål, den veteran vars minnen tänks ligga till grund för Runebergs Fänrik Ståls sägner, ha haft sin boning vid "Näsijärvis dunkla våg".